# Brasile nella prima guerra mondiale

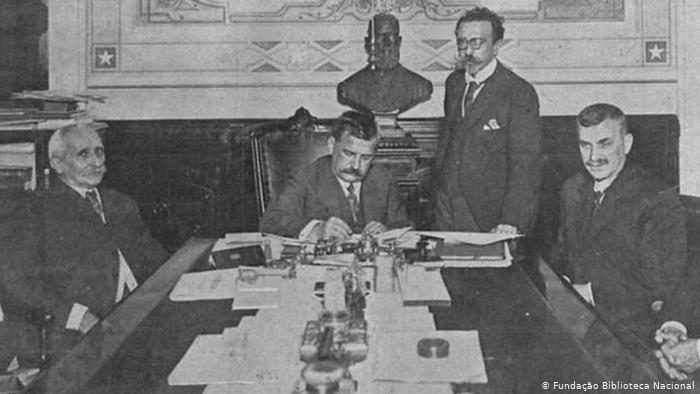
Il presidente brasiliano Venceslau Brás (a sinistra) firma la dichiarazione di guerra alla Germania il 27 ottobre 1917.

Il coinvolgimento del Brasile nella prima guerra mondiale ebbe inizio il 26 ottobre 1917, quando il governo del presidente Venceslau Brás dichiarò guerra alle nazioni degli Imperi centrali prendendo a pretesto i vari attacchi a navi mercantili brasiliane in navigazione nell'oceano Atlantico da parte di sommergibili tedeschi; la scelta del governo brasiliano trovò però scarso seguito nella popolazione civile, e forti furono le proteste in tal senso.
La partecipazione del Brasile alle operazioni militari fu limitata: una squadra navale della Marinha do Brasil partecipò ai pattugliamenti anti-sommergibili in Atlantico, mentre una missione di specialisti militari e medici fu inviata in Francia per prendere parte ai combattimenti sul fronte occidentale; piani per l'invio di un più consistente corpo di spedizione militare furono però cancellati a causa della forte opposizione popolare alla guerra. Questo limitato coinvolgimento fu tuttavia sufficiente per consentire al Brasile di partecipare alla conferenza di pace di Parigi, e il seguente trattato di Versailles gli riconobbe alcune compensazioni finanziarie.

## Antefatti
Pochi giorni dopo lo scoppio delle ostilità in Europa, il Brasile si proclamò ufficialmente neutrale il 4 agosto 1914. Fin dall'inizio del conflitto, però, il paese sperimentò una complicata situazione economica e sociale: l'economia brasiliana era largamente basata sull'esportazione di prodotti agricoli come caffè o lattice, beni considerati come non essenziali dai paesi belligeranti; il conseguente calo delle esportazioni provocò un progressivo crollo dei diritti doganali riscossi dalle autorità brasiliane, una delle principali fonti di introiti del governo. La situazione si aggravò in particolare nel 1917, quando la Germania lanciò una vasta campagna di guerra sottomarina indiscriminata contro i mercantili diretti nel Regno Unito, spingendo il governo britannico ad annullare tutte le importazioni di caffè della nazione, per risparmiare spazio sui cargo per beni di maggiore necessità.
Sotto il profilo sociale, fin dall'agosto del 1914 era in corso nelle regioni meridionali del paese la cosiddetta "guerra del Contestado", un sanguinoso conflitto di guerriglia intrapreso da bande di contadini poveri e disoccupati, aizzate anche da fanatismo religioso, contro l'oligarchia dei proprietari terrieri locali, conflitto che perdurò fino alla fine del 1917 e richiese l'intervento di diverse migliaia di soldati federali prima di essere represso; similmente, nelle regioni del nord-est (Sertão) era da tempo diffuso il movimento del cangaço, banditismo di stampo sociale diretto in particolare contro i grandi latifondisti locali (Coroneis, "Colonnelli").
L'estendersi della campagna sommergibilistica tedesca in Atlantico aumentò i motivi di attrito tra Germania e Brasile. Il 1º maggio 1916 il mercantile brasiliano Rio Branco fu silurato e affondato dal sommergibile tedesco UB 27 al largo delle coste dell'Inghilterra orientale; la nave tuttavia si trovava in una zona dichiarata interdetta dalla Germania e imbarcava un equipaggio composto prevalentemente da norvegesi, fatti che spinsero il governo brasiliano a non protestare vigorosamente. Più grave fu l'affondamento il 4 aprile 1917 del piroscafo Paraná (che, con 4.461 tonnellate di stazza lorda, risultava una delle più grandi unità della marina mercantile brasiliana), silurato dallo UB 32 al largo di Barfleur, nel canale de La Manica: la nave stava procedendo in accordo alle istruzioni per le unità neutrali, e nel suo affondamento perirono tre marinai brasiliani. Quando la notizia raggiunse il Brasile provocò forti proteste popolari: a Porto Alegre manifestanti attaccarono, saccheggiarono e incendiarono proprietà di cittadini di origine tedesca o legati alla Germania, come l'Hotel Schmidt, il club Turnebund o la sede del giornale Deutsche Zeitung; il ministro degli Esteri Lauro Severiano Müller, di origini tedesche e convinto neutralista, fu obbligato alle dimissioni.

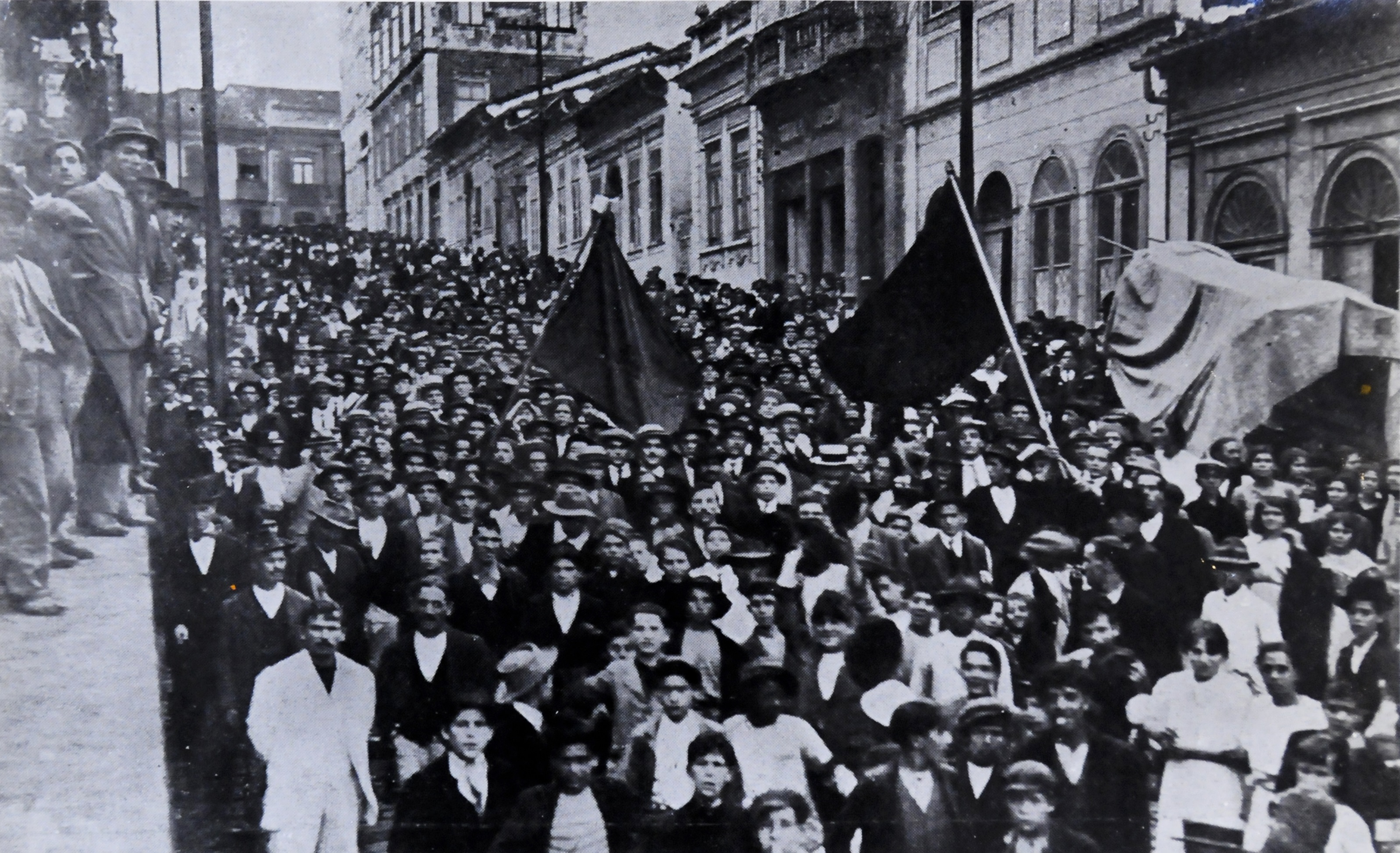
Manifestanti anarchici a San Paolo durante lo sciopero generale del luglio 1917.

Dopo aver avanzato forti proteste per l'affondamento del Paraná, l'11 aprile 1917 il governo brasiliano ruppe le relazioni diplomatiche con Berlino. Gli attacchi a navi brasiliane andarono progressivamente aumentando con il passare del tempo: il 20 maggio 1917 il piroscafo Tijuca fu affondato dal sommergibile UC 36 al largo delle coste della Bretagna; per tutta risposta, il mese seguente il governo brasiliano diede ordine di confiscare, come forma di riparazione, 42 mercantili tedeschi in quel momento ancorati in porti brasiliani. Il 22 maggio fu la volta del piroscafo Lapa, fermato e affondato dallo U 47 al largo delle coste meridionali della Spagna; il 18 ottobre 1917, infine, fu la volta del Macao (una delle unità requisite ai tedeschi), silurato dallo U 93 al largo di Capo Finisterre mentre era in rotta per il porto francese di Le Havre.
Sfruttando la pressione popolare e l'ostilità generata da queste azioni, il 26 ottobre 1917 il governo brasiliano dichiarò formalmente guerra alla Germania. Il 1º novembre 1917 vi fu una nuova esplosione di odio antitedesco: a Petrópolis furono attaccate case, fabbriche, scuole e luoghi di ritrovo di proprietà o frequentati da tedeschi, con altre dimostrazioni minori in diverse città brasiliane. Episodi di violenza contro la comunità tedesca in Brasile continuarono anche nei mesi seguenti, ma le manifestazioni dei nazionalisti e dei fautori della guerra non superarono l'intensità di quelle dei sostenitori della neutralità brasiliana e della contrarietà al coinvolgimento nel conflitto: i leader sindacali, i socialisti, gli anarchici e i pacifisti accusarono il governo di usare la guerra per dirottare l'attenzione dell'opinione pubblica dai problemi economici e sociali interni, e nel luglio del 1917 fu indetto un grande sciopero generale in tutto il Brasile, represso con violenza da parte delle autorità. Il governo utilizzò la dichiarazione di guerra per proclamare lo stato di emergenza in tutta la nazione e reprimere le manifestazioni di dissenso, ma forti rimasero le tensioni in particolare dopo gli eventi della rivoluzione d'ottobre in Russia; il 18 novembre 1918 i movimenti anarchici tentarono una insurrezione armata a Rio de Janeiro (all'epoca la capitale federale), tentativo rapidamente stroncato da parte dell'esercito brasiliano.

## Il Brasile nella Grande Guerra

### Il "piano Calogeras"
L'amministrazione del presidente Venceslau Brás, al suo ultimo mandato, decise prudentemente di non coinvolgere pesantemente il paese nel conflitto prima che il nuovo governo fosse stato eletto; all'inizio del 1918 fu redatto un rapporto confidenziale sul contributo che il Brasile avrebbe dovuto dare al conflitto, consegnato poi al candidato alla presidenza Francisco de Paula Rodrigues Alves eletto quello stesso anno: il rapporto steso da una commissione guidata dal parlamentare João Pandiá Calogeras, esperto di politica estera e affari militari, raccomandava con forza l'invio di una forza di spedizione di considerevole organico in Francia per prendere parte ai combattimenti del fronte occidentale, prendendo accordi con i francesi perché fornissero alle truppe gli armamenti necessari e il tutto finanziato con prestiti contratti con le banche statunitensi, che a sua volta sarebbero stati ripagati mediante compensazione finanziarie imposte ai nemici sconfitti dopo la guerra.
Il "piano Calogeras", reso pubblico solo dopo la morte dei suoi autori, conteneva anche varie indicazioni su altre aree di governo per l'amministrazione che si sarebbe insediata nel novembre del 1918; tuttavia, la direzione presa dagli eventi interni ed esterni al Brasile, nonché dalle specifiche circostanze del mondo politico brasiliano, con una forte opposizione da parte della popolazione alla guerra e la mancanza di una chiara politica estera nazionale, fecero sì che il piano non potesse essere concretamente portato avanti, escludendo il paese da un maggiore coinvolgimento nel conflitto.

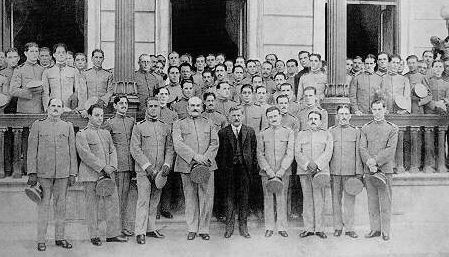
Gli appartenenti alla missione medica brasiliana inviata in Francia durante la guerra.

### Il contributo dell'esercito
La partecipazione diretta al conflitto da parte dell'Exército Brasileiro fu minima e di basso profilo. A metà del 1918 fu spedita in Francia una missione esplorativa di ufficiali e sottufficiali brasiliani al comando del generale Napoleão Felipe Aché, intesa come preparatoria all'invio di un futuro corpo di spedizione: i brasiliani furono aggregati a unità militari degli Alleati, in particolare francesi, per prendere confidenza con i moderni equipaggiamenti militari e le nuove tattiche belliche sperimentate sul fronte occidentale; come prevedeva il piano Calogeras, il coinvolgimento del Brasile nel conflitto doveva servire anche ad acquisire tecnologie e conoscenze per poter sviluppare un solido e moderno complesso militar-industriale nazionale.
Circa un terzo degli appartenenti alla missione brasiliana ottenne onorificenze e riconoscimenti da parte dei loro alleati per le sue azioni sul fronte occidentale: tra i decorati vi fu in particolare il tenente José Pessoa Cavalcanti de Albuquerque, poi maresciallo e importante riformatore dell'esercito brasiliano nel dopoguerra, che servì in un'unità corazzata dell'esercito francese. Ufficiali dell'esercito e della marina brasiliana ottennero dei brevetti da pilota di aereo servendo con le unità aeronautiche alleate, in particolare con la Royal Air Force britannica.
Il 24 settembre 1918 sbarcò a Marsiglia una missione medica brasiliana, guidata dal dottor Nabuco Gouveia e composta da 86 medici con ulteriore personale farmacista e amministrativo oltre a un plotone addetto alla sicurezza; l'unità stabilì un ospedale militare a Marsiglia e contribuì ad arginare una violenta epidemia di influenza spagnola scoppiata in città, venendo infine rimpatriata nel febbraio del 1919.

### Il contributo della marina

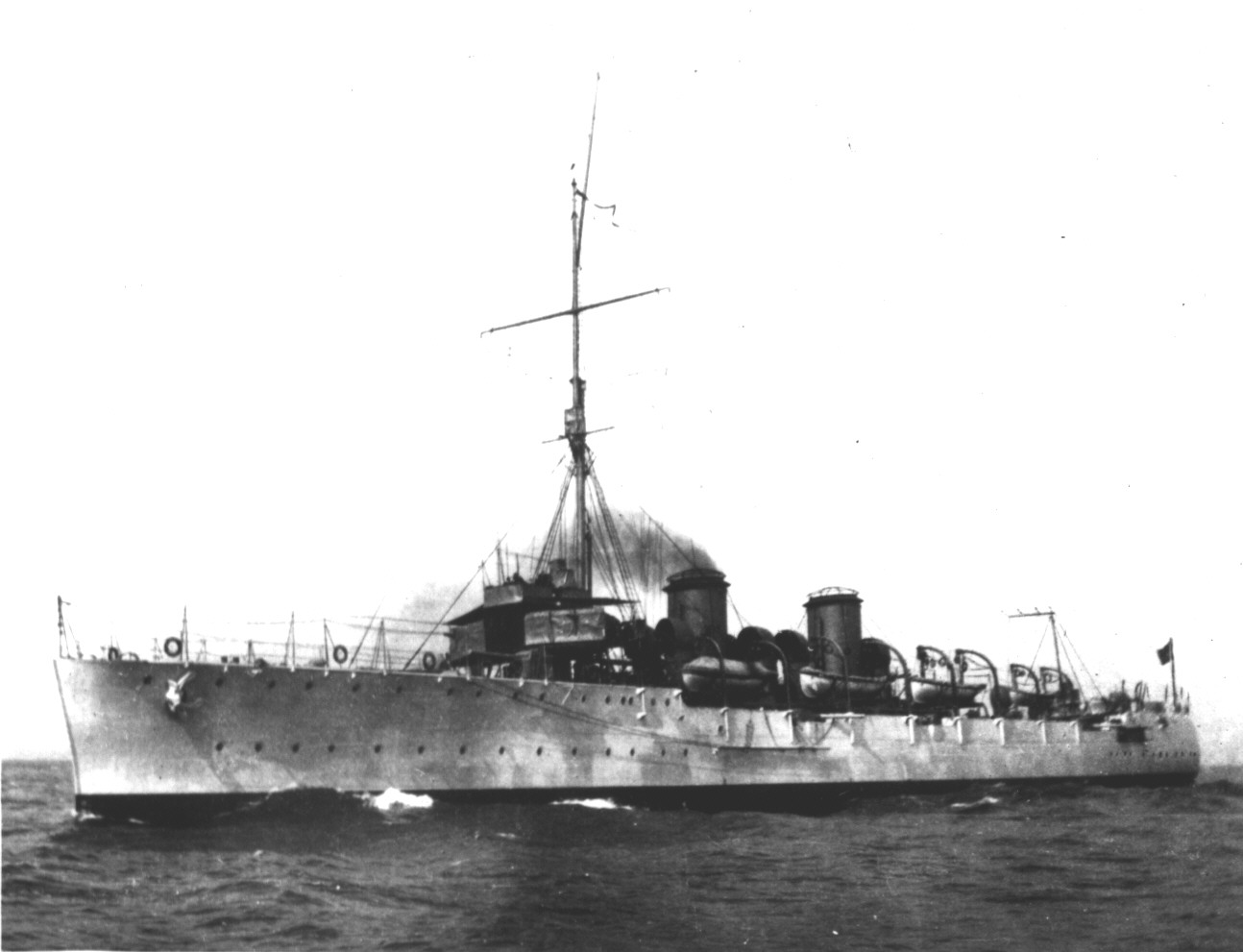
L'esploratore Bahia, una delle principali unità della DNOG.

Il principale contributo brasiliano alla guerra si ebbe sul mare. Dopo la conferenza interalleata svoltasi a Parigi tra il 20 novembre e il 3 dicembre 1917, il governo brasiliano decise di mettere a disposizione degli Alleati una divisione navale per condurre pattugliamenti anti-sommergibile in Atlantico; il 30 gennaio 1918 il ministro della Marina ammiraglio Alexandrino Faria de Alencar ordinò la formazione di una Divisão Naval em Operações de Guerra ("Divisione Navale per Operazioni di Guerra" o DNOG), al cui comando fu posto il contrammiraglio Pedro Max Fernando Frontin: l'unità ad hoc, composta da naviglio distaccato dalla flotta principale, comprendeva otto navi, cioè gli esploratori Bahia e Rio Grande do Sul (entrambi della classe Bahia, entrati in servizio nel 1910), i cacciatorpediniere Piaui, Rio Grande do Norte, Paraiba e Santa Catarina (tutti della vecchia classe Pará del 1908), la nave ausiliaria Belmonte e il rimorchiatore Laurindo Pitta; i marinai erano circa 1.500, tutti volontari.
Alla DNOG fu inizialmente assegnato il compito di pattugliare l'area dell'Antlantico compresa tra il porto di Dakar sulla costa dell'Africa occidentale, l'isola di São Vicente nell'arcipelago delle Capo Verde, e l'entrata del Mediterraneo a Gibilterra; la divisione sarebbe rimasta sotto la direzione del comando britannico, rappresentato dall'ammiraglio Hischcot Grant. Dopo essersi radunata al largo di Fernando de Noronha per la fine di giugno, la DNOG raggiunse Freetown il 9 agosto seguente, ma qui dovette sostare per 14 giorni a causa di un'epidemia di influenza spagnola scoppiata tra gli equipaggi. Il 23 agosto la formazione brasiliana salpò alla volta di Dakar; nella notte del 25 agosto le navi furono oggetto di un attacco con siluri da parte di un sommergibile tedesco, ma nessun danno fu riportato e le unità brasiliane passarono al contrattacco con lanci di bombe di profondità, venendo accreditate dal comando britannico dell'affondamento del battello nemico. Raggiunta Dakar il 26 agosto, la divisione fu ancora una volta bloccata dallo scoppio di un'epidemia di spagnola che arrivò a uccidere 464 uomini tra gli equipaggi, rimanendo bloccata in porto per circa due mesi.

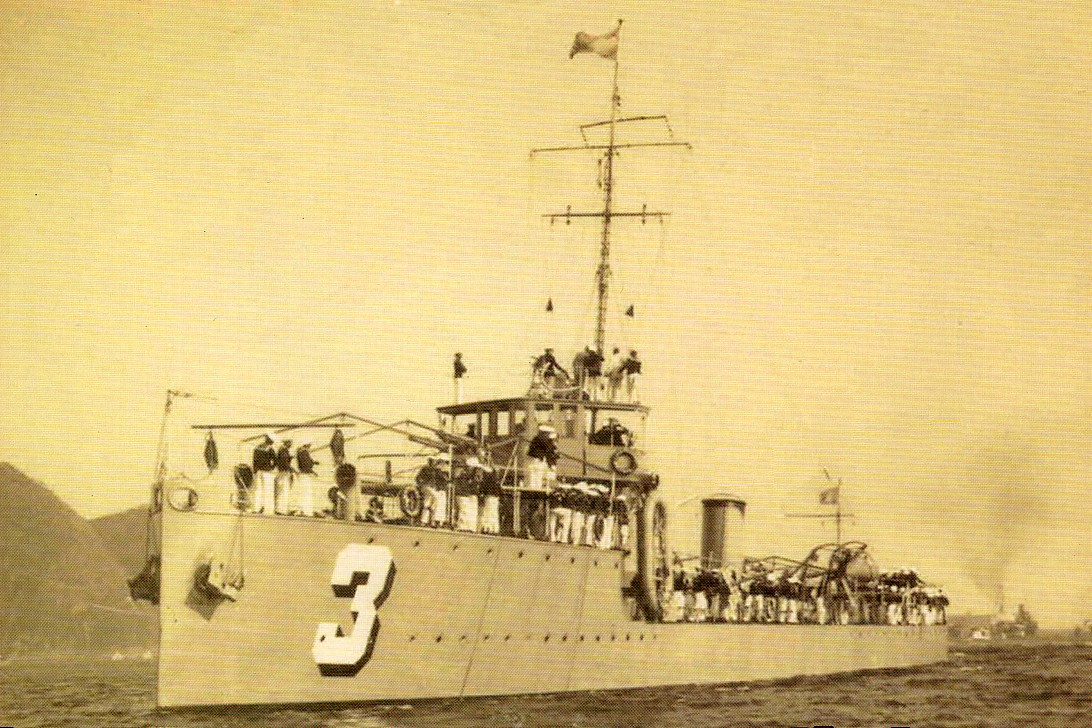
Il cacciatorpediniere brasiliano Piaui.

Mentre la DNOG era immobilizzata a Dakar, dibattiti si aprirono in seno ai comandi degli Alleati circa il suo impiego; la penuria di unità di scorta fece sì che le unità brasiliane venissero richieste su vari fronti di guerra: l'Italia voleva che pattugliassero le acque del Mediterraneo, gli Stati Uniti le richiedevano perché collaborassero con le proprie unità nell'Atlantico centrale, mentre la Francia premeva perché controllassero le rotte commerciali tra Dakar e Gibilterra. Su pressioni britanniche, il cacciatorpediniere Piaui fu distaccato dalla formazione il 9 settembre e inviato a pattugliare le acque delle isole Capo Verde, rientrando poi a Dakar il 19 ottobre; il 3 novembre 1918 infine la DNOG lasciò il porto africano alla volta di Gibilterra, lasciandosi dietro bloccati da problemi alle macchine l'esploratore Rio Grande do Sul e il cacciatorpediniere Rio Grande do Norte.
La DNOG raggiunse Gibilterra il 10 novembre, solo per essere raggiunta il giorno dopo dalla notizia dell'avvenuta stipula di un armistizio tra gli Alleati e la Germania; dopo aver trascorso alcuni mesi nella base britannica, l'unità fu richiamata in patria e ufficialmente sciolta il 25 giugno 1919.

### La conferenza di pace
La seppur breve e marginale partecipazione alle operazioni belliche consentì al Brasile di avere accesso alla conferenza di pace apertasi a Parigi il 18 gennaio 1919; capo della delegazione brasiliana fu il senatore Epitácio Pessoa, poi eletto presidente del Brasile il 28 luglio seguente. Grazie anche al sostegno degli Stati Uniti, la delegazione brasiliana riuscì a raggiungere gli obiettivi negoziali che si era proposta: il seguente trattato di Versailles riconobbe al Brasile il possesso di circa 70 navi cargo degli Imperi centrali catturate nelle acque brasiliane durante la guerra, e il paese ricevette una compensazione finanziaria dalla Germania per i mercantili affondati nel conflitto e i danni economici riportati dai commerci della nazione; il Brasile fu membro fondatore della costituenda Società delle Nazioni, da cui poi si ritirò nel giugno del 1926.

### Conseguenze
Dal punto di vista militare, la partecipazione al conflitto permise al Brasile di acquisire le conoscenze per modernizzare la sua flotta e il suo esercito e migliorare il suo arsenale.
Da un punto di vista economico, anche se le tradizionali esportazioni di caffè e lattice ebbero in un primo momento un brusco calo, con conseguente grave crisi economica nella nazione, con il prosieguo della guerra il Brasile trovò nuove opportunità di commercio. L'aumento della domanda mondiale di prodotti alimentari e materie prime spinse il paese a cambiare la sua struttura economica, abbandonando la tradizionale agricoltura; negli anni della guerra e subito dopo di essa il Brasile conobbe uno sviluppo industriale senza precedenti, anche grazie al notevole aumento di immigrazione dall'Europa sconvolta dal conflitto che fornì una notevole mole di manodopera a basso costo: il numero delle fabbriche quadruplicò e quello degli operai raddoppiò rispetto ai livelli anteguerra, diminuendo di conseguenza la dipendenza del paese dalle importazioni e cambiando il volto socioeconomico della nazione.